# デニス・ヴォーン
デニス・ヴォーン（Denis Vaughan, 1926年6月6日 - 2017年7月7日）は、オーストラリア出身の指揮者。
メルボルンの生まれ。ウェスレー大学およびメルボルン大学で音楽学士号を取得後、ロンドン王立音楽大学に留学。1950年からトーマス・ビーチャムのアシスタントを務め、1954年にはビーチャム合唱団を結成してロイヤル・フィルハーモニー管弦楽団の副指揮者となった。1966年にローマに移り、RCAレーベルのための録音アーティストとして活動。1972年から1980年までバイエルン国立歌劇場の指揮者陣に加わり、1981年から1984年まで南オーストラリア国立歌劇場の音楽監督を務めた。